# Aulnay (Aube)
Aulnay è un comune francese di 124 abitanti situato nel dipartimento dell'Aube nella regione del Grand Est.

## Società

### Evoluzione demografica
Abitanti censiti

## Sport
La squadra di calcio principale della città è il CSL Aulnay 1961.